# Coatepeque
Coatepeque est une ville du Guatemala située dans le département de Quetzaltenango.